# Румунія на пісенному конкурсі Євробачення
Дебют Румунії на Євробаченні відбувся в 1994 році. Раніше країна намагалась виступити на конкурсі в 1993, однак не пройшла кваліфікацію до фіналу. Румунія не брала участь з 1995 по 1997 роки, а також 1999 і 2001 років через погані показники останніх років. В 2016 році країну не допустили до участі через борги румунського мовника перед Європейською Мовною Спілкою.2 Найкращий результат був показаний в 2005 та 2010 роках, коли румунські співаки посіли 3-є місце.

## Учасники Євробачення від Румунії
Умовні позначення
     Переможець
     Друге місце
     Третє місце
     Четверте місце
     П'яте місце
     Останнє місце
     Автоматичний фіналіст
     Не пройшла до фіналу
     Участь скасовано
     Не брала участі
| Рік   | Артист                       | Пісня                    | Мова                   | Фінал                              | Очок                               | Півфінал                           | Очок                               |
| ----- | ---------------------------- | ------------------------ | ---------------------- | ---------------------------------- | ---------------------------------- | ---------------------------------- | ---------------------------------- |
| 19931 | Dida Drăgan                  | Nu pleca                 | Румунська              | Не вдалося кваліфікуватися         | Не вдалося кваліфікуватися         | 7                                  | 38                                 |
| 1994  | Dan Bittman                  | Dincolo de nori          | Румунська              | 21                                 | 14                                 | Півфіналів не існувало             | Півфіналів не існувало             |
| 1995  | Не брала участь              | Не брала участь          | Не брала участь        | Не брала участь                    | Не брала участь                    | Не брала участь                    | Не брала участь                    |
| 19961 | Monica Anghel & Sincron      | Rugă pentru pacea lumii  | Румунська              | Не вдалося кваліфікуватися         | Не вдалося кваліфікуватися         | 29                                 | 11                                 |
| 1997  | Не брала участь              | Не брала участь          | Не брала участь        | Не брала участь                    | Не брала участь                    | Не брала участь                    | Не брала участь                    |
| 1998  | Mălina Olinescu              | Eu cred                  | Румунська              | 22                                 | 6                                  | Без півфіналів                     | Без півфіналів                     |
| 1999  | Не брала участь              | Не брала участь          | Не брала участь        | Не брала участь                    | Не брала участь                    | Не брала участь                    | Не брала участь                    |
| 2000  | Taxi                         | The Moon                 | Англійська             | 17                                 | 25                                 | Без півфіналів                     | Без півфіналів                     |
| 2001  | Не брала участь              | Не брала участь          | Не брала участь        | Не брала участь                    | Не брала участь                    | Не брала участь                    | Не брала участь                    |
| 2002  | Monica Anghel & Marcel Pavel | Tell Me Why              | Англійська             | 9                                  | 71                                 | Без півфіналів                     | Без півфіналів                     |
| 2003  | Nicola                       | Don't Break My Heart     | Англійська             | 10                                 | 73                                 | Без півфіналів                     | Без півфіналів                     |
| 2004  | Sanda                        | I Admit                  | Англійська             | 18                                 | 18                                 | Автопрохід до фіналу               | Автопрохід до фіналу               |
| 2005  | Luminiţa Anghel & Sistem     | Let Me Try               | Англійська             | 3                                  | 158                                | 1                                  | 235                                |
| 2006  | Mihai Trăistariu             | Tornerò                  | Англійська, Італійська | 4                                  | 172                                | Автопрохід до фіналу               | Автопрохід до фіналу               |
| 2007  | Todomondo                    | Liubi, Liubi, I Love You | Англійська             | 13                                 | 84                                 | Автопрохід до фіналу               | Автопрохід до фіналу               |
| 2008  | Nico & Vlad                  | Pe-o margine de lume»    | Англійська, Італійська | 20                                 | 45                                 | 7                                  | 94                                 |
| 2009  | Єлена Ґеоргі                 | The Balkan Girls         | Англійська             | 19                                 | 40                                 | 9                                  | 67                                 |
| 2010  | Paula & Ovi                  | Playing with Fire        | Англійська             | 3                                  | 162                                | 4                                  | 104                                |
| 2011  | Hotel FM                     | Change                   | Англійська             | 17                                 | 77                                 | 4                                  | 111                                |
| 2012  | Mandinga                     | Zaleilah                 | Англійська             | 12                                 | 71                                 | 3                                  | 120                                |
| 2013  | Cezar                        | t's My Life              | Англійська             | 13                                 | 65                                 | 5                                  | 83                                 |
| 2014  | Paula & Ovi                  | Miracle                  | Англійська             | 12                                 | 72                                 | 2                                  | 125                                |
| 2015  | Voltaj                       | De La Capat              | Англійська, Румунська  | 15                                 | 35                                 | 5                                  | 89                                 |
| 20162 | Дискваліфікована             | Дискваліфікована         | Дискваліфікована       | Дискваліфікована                   | Дискваліфікована                   | Дискваліфікована                   | Дискваліфікована                   |
| 2017  | Ilinka & Alex Florea         | Yodel It!                | Англійська             | 7                                  | 282                                | 6                                  | 174                                |
| 2018  | The Humans                   | Goodbye                  | Англійська             | Не вдалося кваліфікуватися         | Не вдалося кваліфікуватися         | 11                                 | 107                                |
| 2019  | Ester Peony                  | On a Sunday              | Англійська             | Не вдалося кваліфікуватися         | Не вдалося кваліфікуватися         | 13                                 | 71                                 |
| 2020  | Роксен                       | Alcohol You              | Англійська             | Конкурс скасовано через COVID-19 X | Конкурс скасовано через COVID-19 X | Конкурс скасовано через COVID-19 X | Конкурс скасовано через COVID-19 X |
| 2021  | Роксен                       | Amnesia                  | Англійська             | Не вдалося кваліфікуватися         | Не вдалося кваліфікуватися         | 12                                 | 85                                 |
| 2022  | WRS                          | Llámame                  | Англійська, іспанська  | 18                                 | 65                                 | 9                                  | 118                                |
| 2023  | Теодор Андрей                | D.G.T. (Off and On)      | Румунська, Англійська  | Не вдалося кваліфікуватися         | Не вдалося кваліфікуватися         | 15                                 | 0                                  |

## Галерея

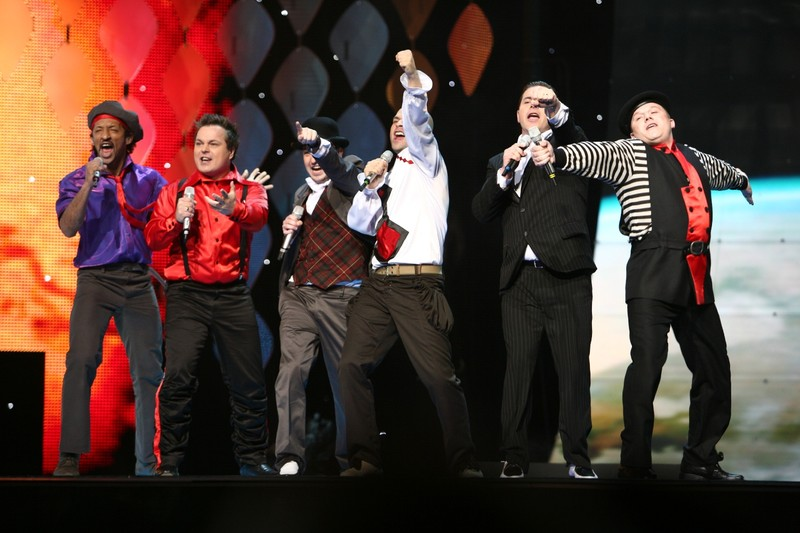
Todomondo у Гельсінкі (2007)
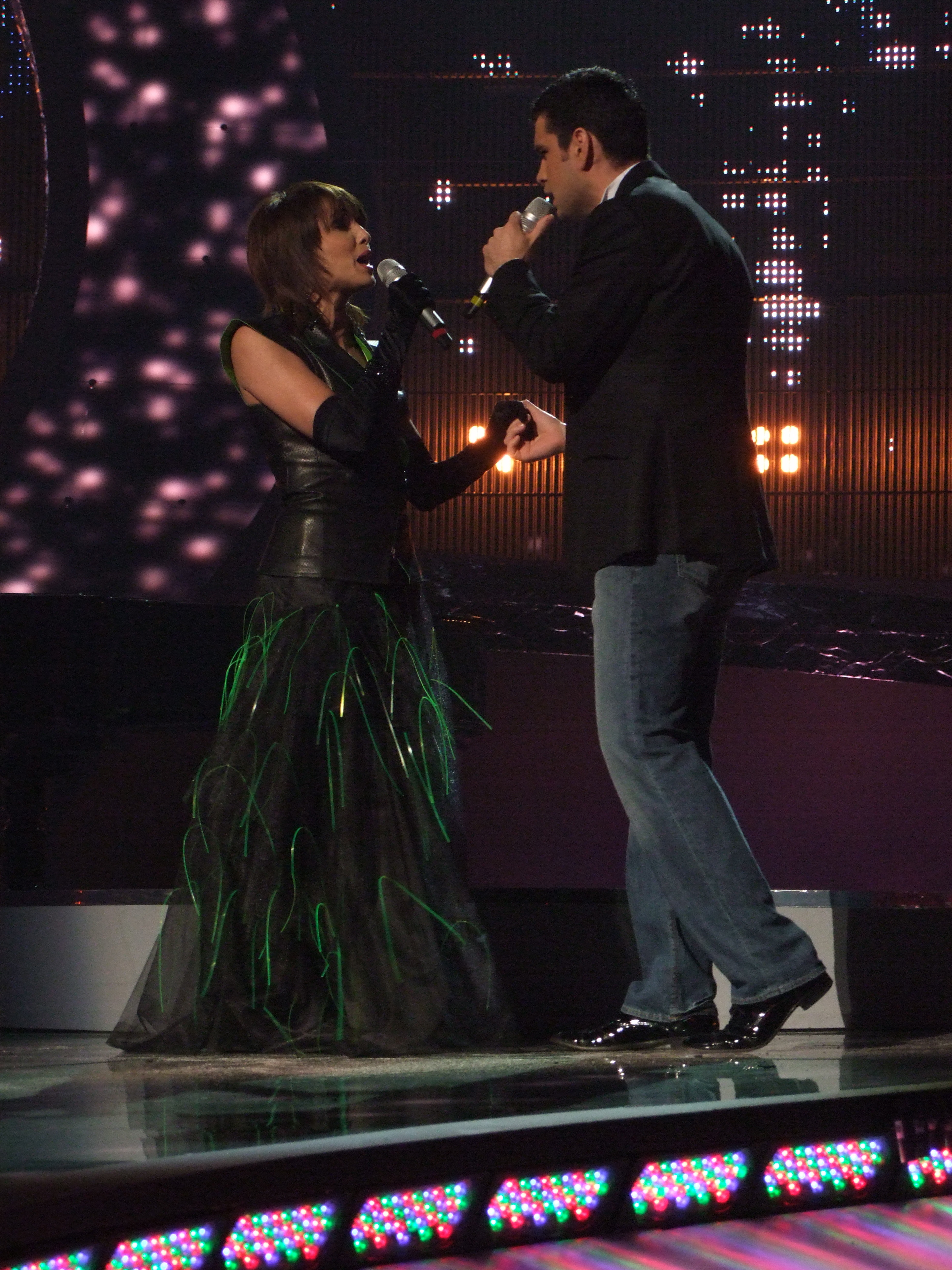
Nico & Vlad у Белграді (2008)
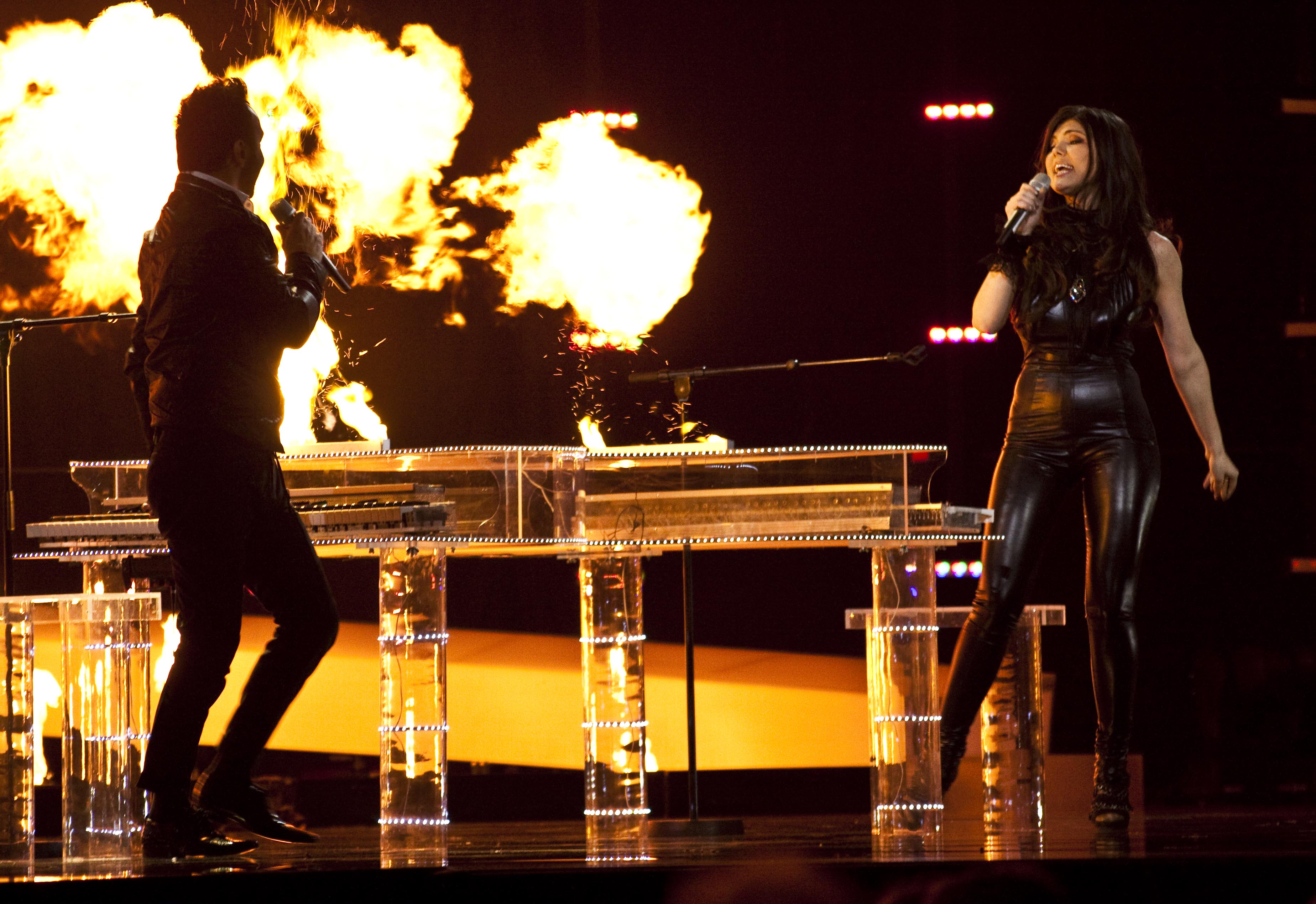
Паула та Ові в Осло (2010)
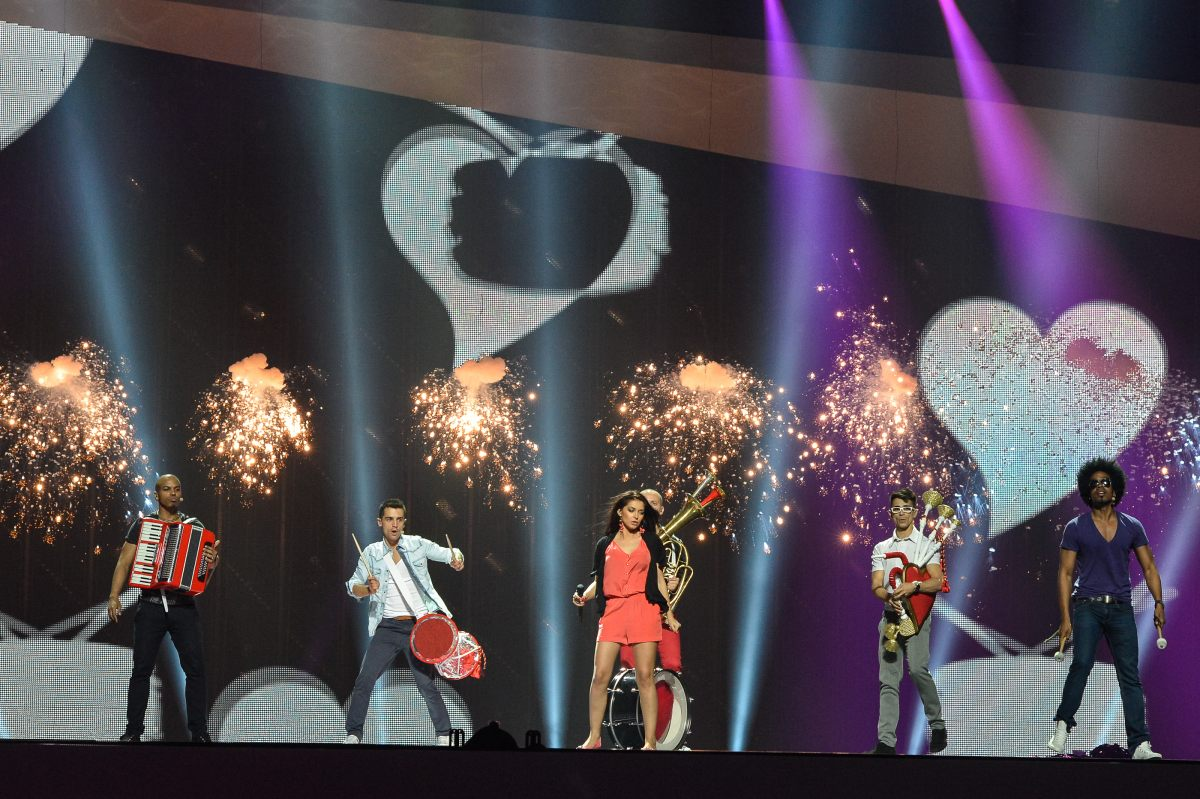
Mandinga у Баку (2012)
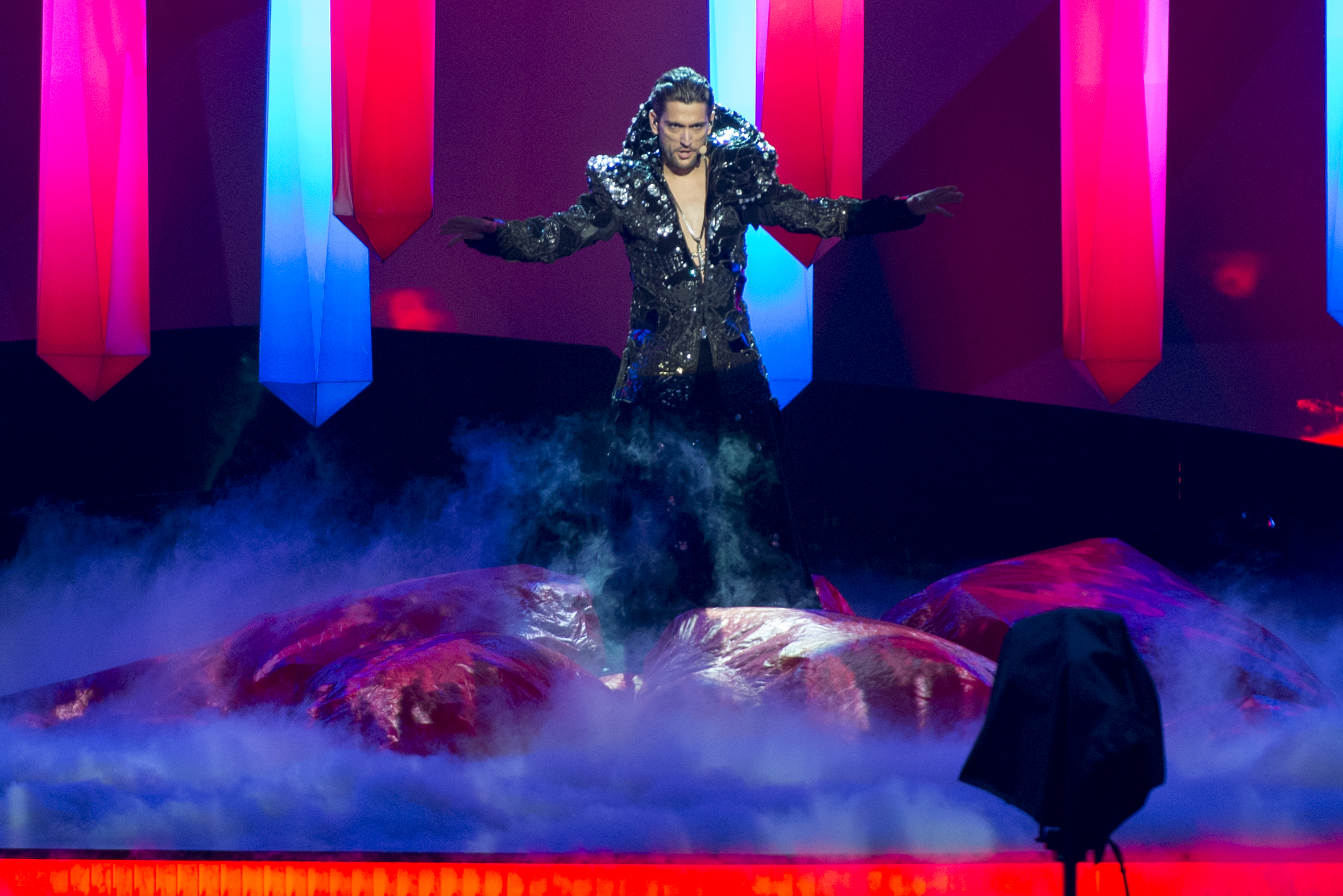
Чезар в Мальме (2013)
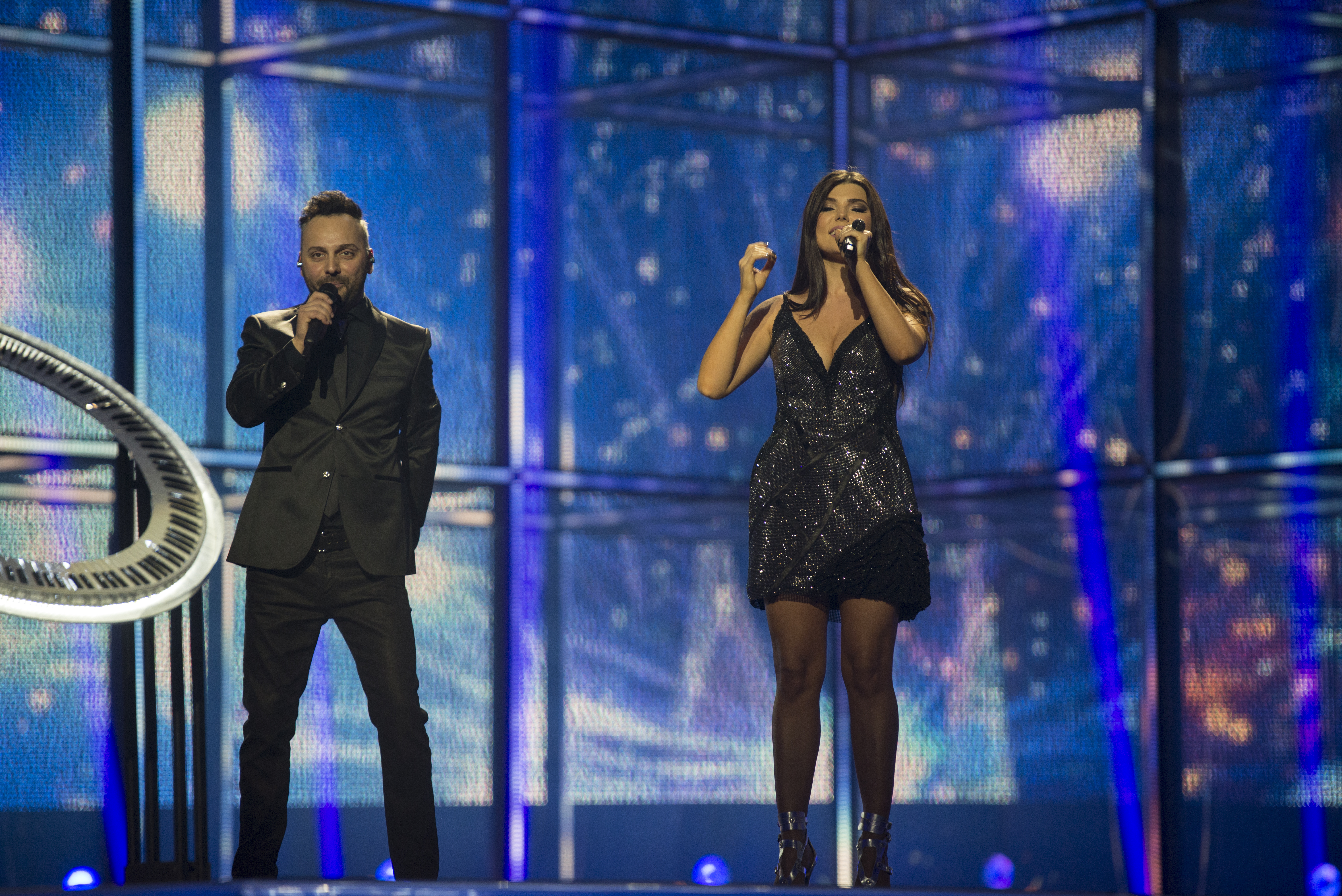
Паула та Ові у Копенгагені (2014)
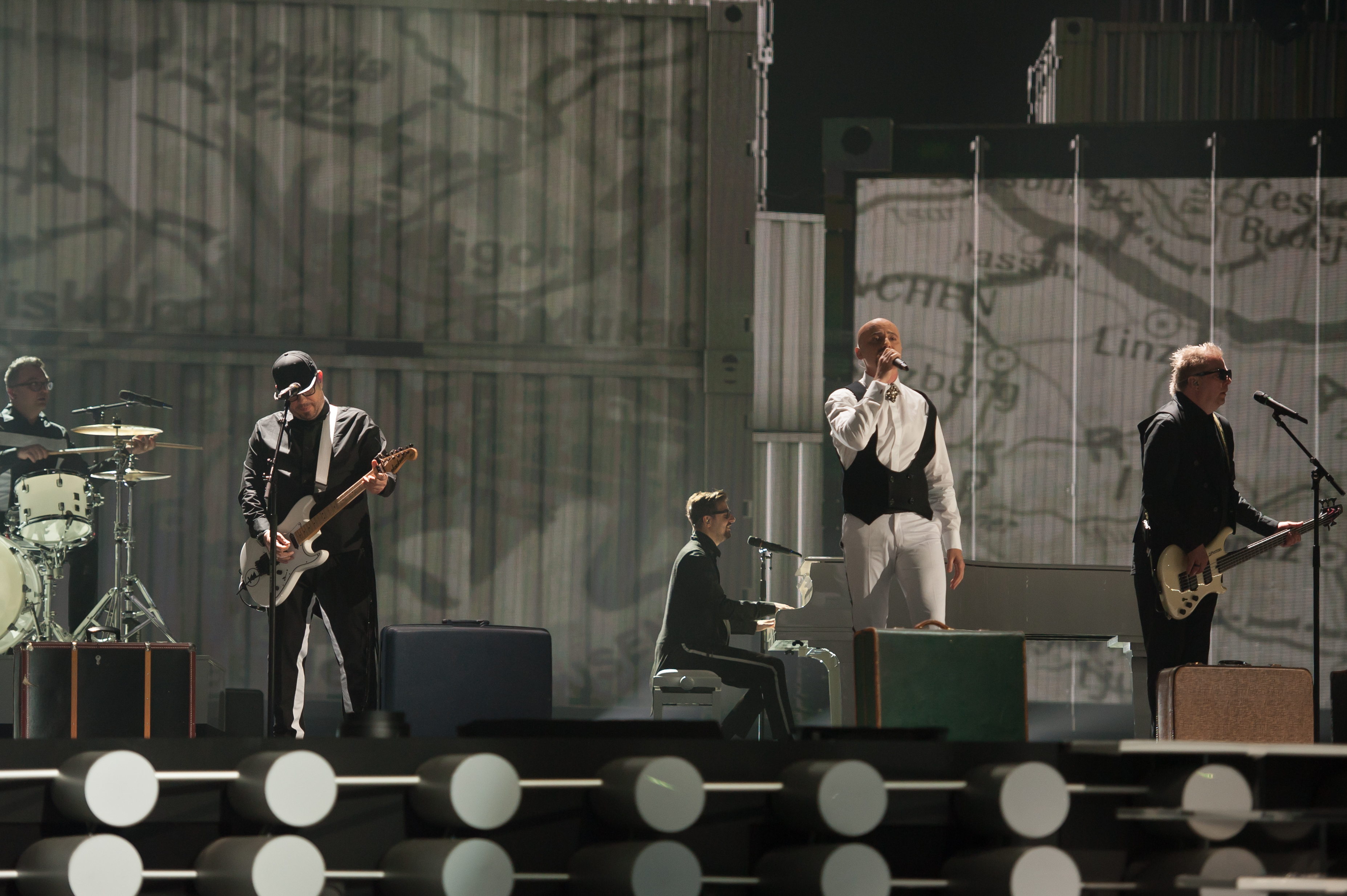
Voltaj у Відні (2015)
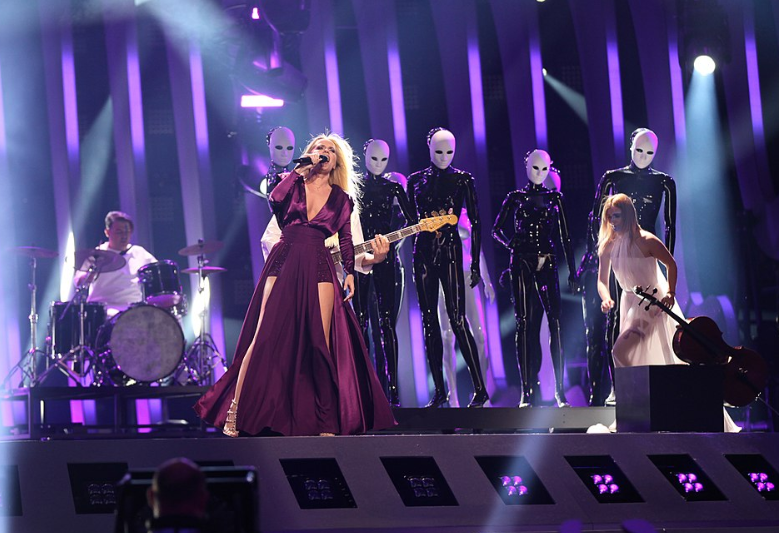
The Humans у Лісабоні (2018)

## Нагороди
Премія Марселя Безансона
| Рік  | Країна  | Категорія         | Пісня                  | Виконавець  | Результат | Бали | Місце проведення |
| ---- | ------- | ----------------- | ---------------------- | ----------- | --------- | ---- | ---------------- |
| 2008 | Румунія | Приз композиторів | «Pe-o margine de lume» | Nico & Vlad | 20        | 45   | Белград          |

Премія Барбари Декс
| Рік  | Країна  | Виконавець   | Пісня     | Місце | Місто проведення |
| ---- | ------- | ------------ | --------- | ----- | ---------------- |
| 2004 | Румунія | Sanda Ladoși | "I Admit" | 18    | Стамбул          |

## Історія голосування (1994–2023)
| №  | Дано      | Дано | Отримано   | Отримано |
| №  | Країни    | Бали | Країни     | Бали     |
| -- | --------- | ---- | ---------- | -------- |
| 1  | Молдова   | 182  | Молдова    | 159      |
| 2  | Греція    | 109  | Іспанія    | 142      |
| 3  | Швеція    | 101  | Ізраїль    | 96       |
| 4  | Росія     | 80   | Греція     | 69       |
| 5  | Італія    | 79   | Португалія | 65       |
| 6  | Туреччина | 70   | Мальта     | 63       |
| 7  | Угорщина  | 67   | Кіпр       | 61       |
| 8  | Україна   | 65   | Ірландія   | 56       |
| 9  | Іспанія   | 57   | Франція    | 45       |
| 10 | Ізраїль   | 50   | Італія     | 43       |

## Нотатки
1. ↑   У ці роки  різко збільшилася кількість бажаючух взяти участь у конкурсі країн. Тому організатори ввели передфінальний кваліфікаційний раунд. В позначені мітками роки Румунія його не пройшла. Хоча офіційно цей рік не вважається "роком участі Румунії", але пісня і виконавець  були обрані і по суті до конкурсу долучалися
2. ↑  Пісня та виконавець були обрані, але не виступали на конкурсі через дискваліфікацію, пов'язану з фінансовими боргами румунської сторони перед Європейською Мовною Спількою